# Otto Moroder

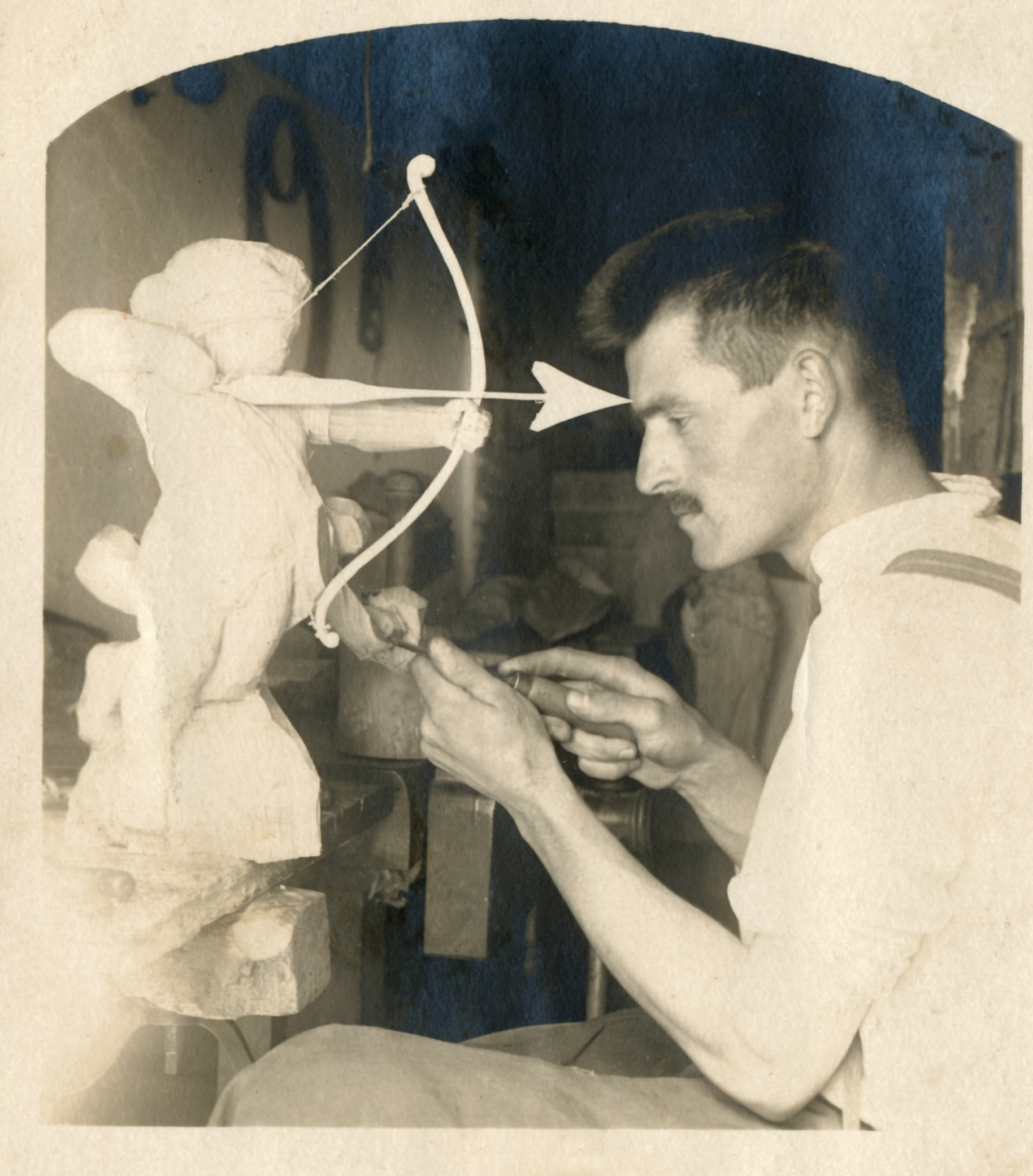
Der Bildhauer Otto Moroder

Otto Moroder (* 29. Januar 1894 in St. Ulrich in Gröden; † 27. Juli 1977 in Mayrhofen, Zillertal) war ein österreichischer Bildhauer aus Tirol.

## Werdegang
Als letzter Sohn von Josef Moroder-Lusenberg lernte er in dessen Werkstatt sein Handwerk. 1919 vermählte er sich mit der Grödnerin Anna Knottner und ließ sich in Mayrhofen im Zillertal nieder. Aus der Ehe gingen zwei Söhne hervor, Klaus und Albin, und die Tochter Anne Marie. Das Mädchen starb im Alter von 10 Wochen.
Die Familie adoptierte einen Jungen namens Rudolf Geisler-Moroder, der eine Holzschnitzerschule in Elbigenalp im Lechtal gründete.
Im Jahre 1916 anlässlich des hundertjährigen Bestehens der Tiroler Kaiserjäger fertigte er ein Relief zum Thema „Tiroler Standschützen“, das dem Kaiser zu seinem Geburtstag überreicht wurde. Der Kaiser schenkte dem Künstler zum Dank in einer Privataudienz am 16. September 1916 im Schloss Schönbrunn eine goldene Uhr.
1977 wurde ihm das Ehrenkreuz für Kunst und Wissenschaft der Republik Österreich verliehen.
Man nannte Otto Moroder wegen seines Stils und seiner Motive den „Albin Egger Lienz der Holzschnitzer“.

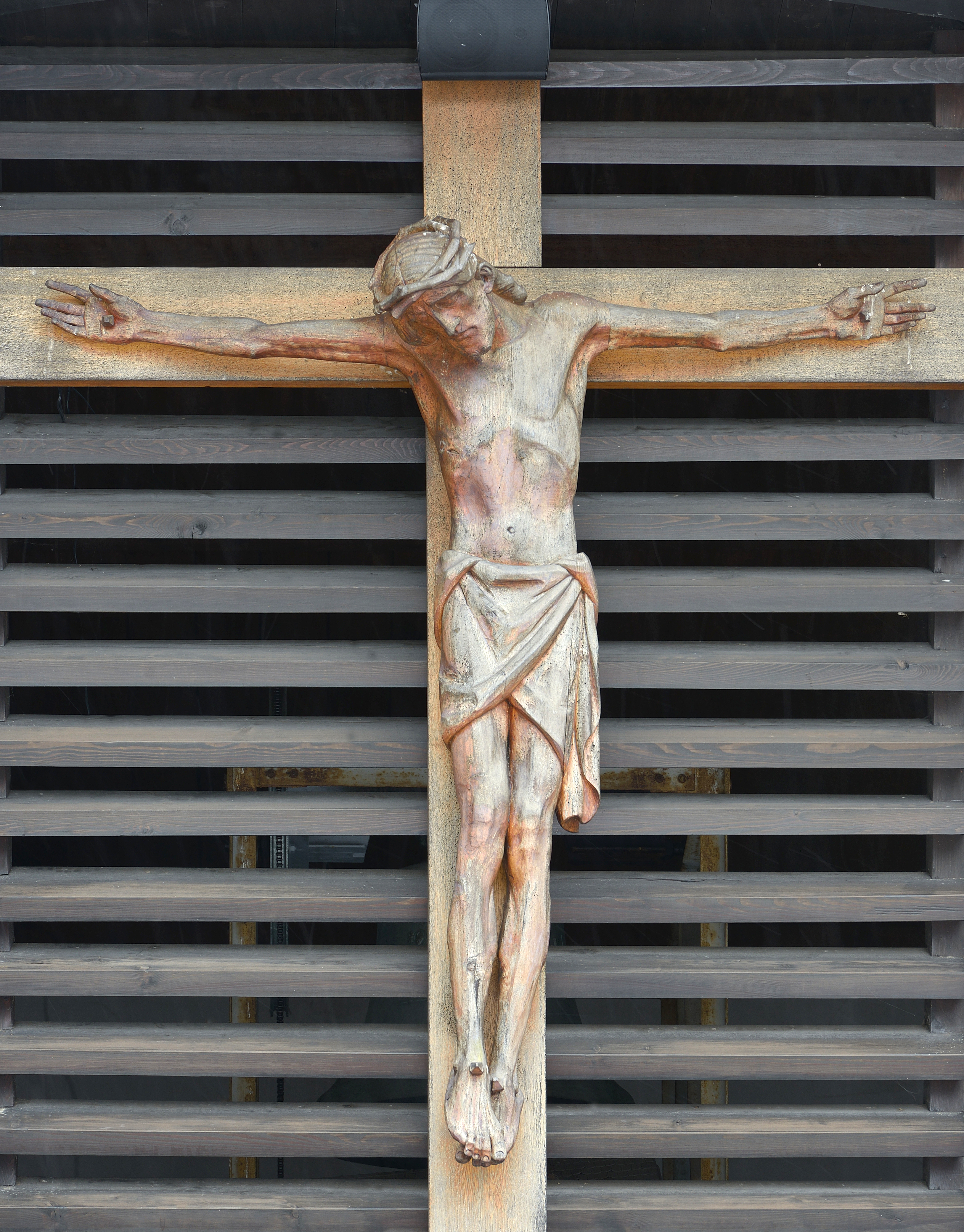
Holzkreuz Otto Moroders an der Kapelle des Waldfriedhofs in Mayerhofen

## Werke (Auswahl)
Im Wiener Heeresgeschichtlichen Museum befindet sich die um 1918 entstandene Zirbenholz-Skulptur Kameradentreue.
1964 wurde in Mayerhofen der Waldfriedhof errichtet. Das große Holzkreuz in der Friedhofskapelle stammt von Moroder.
Für die Fatima Wallfahrtskirche in Droß im Waldviertel schuf er das Gnadenbild der Kirche, eine Marienstatue.
In der 2002 geweihten St.-Canisius-Kirche in Berlin steht eine von Moroder 1943 geschnitzte Madonna auf der Mondsichel, die 1995 bei einem Großbrand der vorherigen Kirche gerettet wurde.
Für die Pfarre Zwentendorf an der Donau schuf er auch eine Marienstatue.